# Ostarbeiter

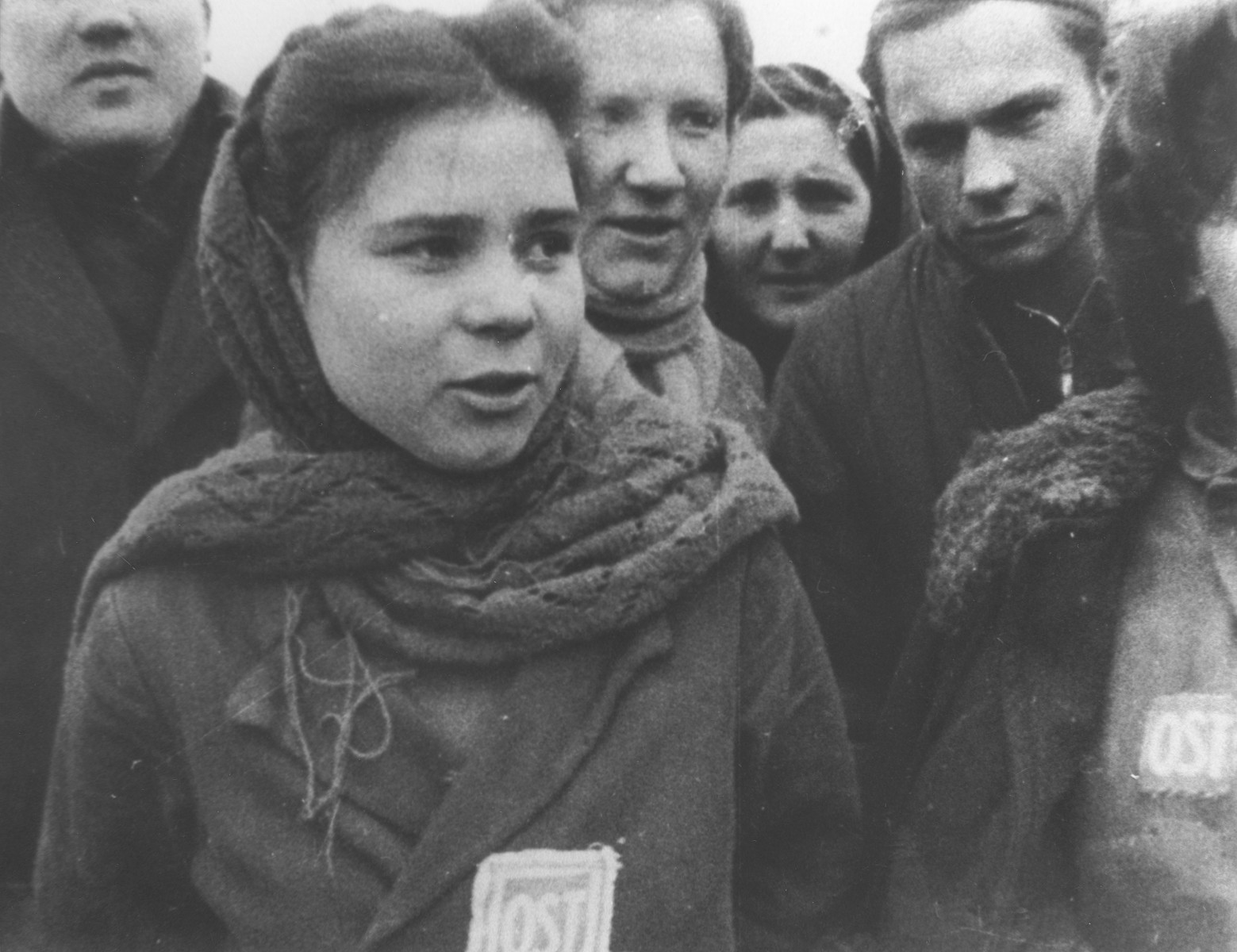
Prisoneiras de guerra vestindo a sigla OST (Ostarbeiter) em seus uniformes após a libertação de um campo de concentração perto de Łódź

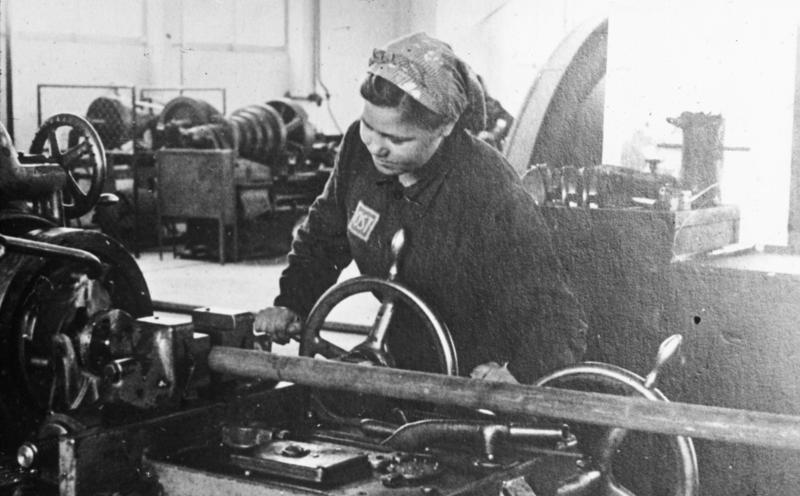
Mulher com a designação Ostarbeiter no uniforme em uma fábrica subsidiária da IG Farben em Auschwitz

Ostarbeiter (abreviado como OST; em português: "Trabalhadores do Leste Europeu") foi uma terminologia usada pela Alemanha Nazista para designar os trabalhadores escravos do  leste europeu, que eram recrutados para trabalhar na Alemanha em face da escassez de mão de obra devido à guerra. Foram usados como uma força de trabalho grátis ou de baixa remuneração  durante a Segunda Guerra Mundial.
Os alemães começaram a deportar civis do Leste Europeu no início da guerra e continuaram  a fazê-lo em níveis sem precedentes, após a Operação Barbarossa, em 1941. Durante a guerra, a lei sobre trabalhadores orientais mudou. No final de 1942 eles foram autorizados a ficar em contato com a família (dois cartões postais eram enviados por mês) de novembro de 1943 - sair do acampamento com o conhecimento de gestão, no final de 1944 imigrantes da União Soviética eram iguais às normas de outros estrangeiros.
Segundo Pavel Polian, mais de 50% dos Ostarbeiters eram antigos súbditos soviéticos originários do território da actual Ucrânia, seguidos pelas trabalhadoras polacas (cerca de 30% do total) incluindo também  bielorrussos, russos, tártaros e outros. As estimativas do número de Ostarbeiter variam entre 3 milhões e 5,5 milhões.